# Hötzum
Hötzum è una località della Germania, frazione (Ortsteil) del comune di Sickte, nel land della Bassa Sassonia.

## Storia
Già comune autonomo nel circondario di Braunschweig, fu soppresso e incorporato a Sickte il 1º marzo 1974.